# Évegnée
 (juin 2020).
Si vous disposez d'ouvrages ou d'articles de référence ou si vous connaissez des sites web de qualité traitant du thème abordé ici, merci de compléter l'article en donnant les références utiles à sa vérifiabilité et en les liant à la section « Notes et références ».
Évegnée (en wallon Evgnêye, localement  a Mgnèye) est une section de la commune belge de Soumagne située en Région wallonne dans la province de Liège.
C'était une commune à part entière avant la fusion des communes de 1949.
À cette date, Tignée la rejoint pour former la commune d'Évegnée-Tignée, qui fusionne à son tour en 1977 avec Soumagne.
Le hameau compte moins de 500 habitants.
Jusque dans les années 1970, le village était très peu peuplé, essentiellement d'agriculteurs et de leurs familles.
Depuis les années 1980, des habitants de Liège (à 15 km) viennent s'installer en périphérie, entre autres dans le village. Depuis lors, le mouvement ne semble pas s'essouffler, bien que le nombre de terrains disponibles ait diminué fortement. Le prix des terrains a en conséquence fortement augmenté.
L'agriculture locale se concentre à présent sur l'élevage et, dans une moindre mesure, les plantations céréalières sur les terrains en retrait des constructions. Autrefois, les prés étaient des vergers sur lesquels étaient plantés les fameux poiriers de type « Légipont ». Ces arbres permettaient un excellent rendement par mètre carré planté mais leur grande taille entraînait des coûts en main-d'œuvre plus élevés qu'avec les arbres à basses tiges qui se sont imposés dans les exploitations restantes (exemple : Profruit). Les petites exploitations familiales ont quasiment disparu.

## Art
La Vierge d'Évegnée, aux débuts de l'Art Mosan, est un des produits caractérisitiques de cette page de l'histoire européenne de l'art. La statue possède les traits durs d'une ancienne idole et n'a pas le visage pacifié des vierges en majesté. Elle fait partie des collections du musée d'Art religieux et d'Art mosan.[réf. nécessaire]

## Patrimoine
Le village est caractérisé par un nombre important de potales, définis par des trous dans les façades, hébergeant le plus souvent une statuette à l'effigie de la vierge Marie. On peut en avoir un aperçu via le site Google Maps.
L'église Notre-Dame d'Évegnée et le vieux tilleul voisin sont classés.[réf. nécessaire]
Le fort d'Évegnée.

## Économie
La plupart des habitants travaillent en dehors du village. Il n'y a pas de statistiques fiables mais le revenu par habitant est assez élevé par rapport à la ville de Liège et plus élevé que la moyenne de la commune de Soumagne. Le taux de chômage est faible vis-à-vis du taux wallon moyen.
On notera la présence de commerces et services de proximité.

## Politique
Les habitants d'Évegnée élisent les représentants au conseil communal sur des listes qui reprennent les candidats de toute la commune de Soumagne. Le conseil communal de Soumagne, après les élections d'octobre 2012 est composé du PS (socialistes, 14 sièges), du MR (libéraux, 6 sièges), du cdH (Centre démocrate humaniste, 3 sièges) et d'ECOLO+ (Ecolo 2 sièges). Il a, ces dernières années, contribué à la lutte contre l'insécurité routière (zone 30 aux abords de l'école, ralentisseurs, rénovation des routes), ainsi qu'aux égouts et l'amélioration de la qualité des eaux.
Les enjeux du village pour les prochaines décennies sont la gestion du vieillissement de la génération 1950-1960 (fort représentée), l'intégration des nouveaux arrivants et le maintien de l'école communale (le nombre de jeunes est proportionnellement à la baisse).
Le projet de liaison autoroutière de Cerexhe-Heuseux à Beaufays a longtemps suscité l'inquiétude à Évegnée. Les détracteurs s'opposaient à de nouvelles nuisances sonores, visuelles et environnementales. Les partisans, plus discrets, y voyaient la possibilité de se rendre dans le sud de la province, en particulier à l'Université de Liège, sans traverser la ville de Liège. À la suite de la crise économique de 2008, le gouvernement wallon mis en place en 2009 a abandonné le projet.